# The Interview
The Interview (titulada Una loca entrevista en Hispanoamérica) es una película de comedia y sátira política estadounidense dirigida por Evan Goldberg y Seth Rogen, y escrita por Dan Sterling. La película cuenta con las actuaciones de Seth Rogen y James Franco como un par de periodistas a los que se les ha dado la misión de asesinar al líder supremo de la República Democrática Popular de Corea Kim Jong-un (interpretado por Randall Park) después de haber conseguido una entrevista con él.
La película causó polémica. En junio de 2014, el gobierno norcoreano amenazó con tomar medidas contra Estados Unidos si Sony estrenaba la película. Por ello. Columbia retrasó el estreno, planeado para el 3 de octubre de 2014 hasta el 25 de diciembre.

## Sinopsis
Dave Skylark (James Franco) es el presentador del programa de entrevistas Skylark Tonight, donde entrevista a celebridades (incluidos Eminem y Rob Lowe) sobre temas personales. Después de que Skylark y su equipo celebran el episodio número 1000, el productor Aaron Rapoport (Seth Rogen) está molesto por un colega productor que critica el programa por no ser un verdadero programa de noticias. Le expresa su preocupación a Skylark, instando a un cambio y él está de acuerdo. Skylark luego descubre que el líder de Corea del Norte Kim Jong-Un (Randall Park) es fanático de su programa, lo que llevó a Rapaport a concertar una entrevista para él. Viajando a las afueras de Dandong, China, para recibir instrucciones de la jefa de propaganda Sook-yin Park, Rapaport acepta la entrevista en nombre de Skylark.
Tras el regreso de Rapaport, aparece la agente Lacey de la CIA, solicitando que asesinen a Kim con un tira transdérmica de ricina a través de un apretón de manos para evitar que el país lance un misil nuclear en la Costa oeste de los Estados Unidos; aceptan a regañadientes. Skylark lleva la tira dentro de un paquete de chicles. Al llegar a Pyongyang, son recibidos por Sook y llevados al palacio presidencial. Se les presenta a los oficiales de seguridad personal de Kim, Koh y Yu, quienes inmediatamente sospechan del dúo; cuando Koh encuentra la tira, la confunde con chicle y la mastica. Después de hacer una solicitud secreta de ayuda, Lacey les lanza dos tiras más desde el aire a través de un UAV, pero para llevarlo de vuelta a su habitación, Rapaport tiene que evadir un tigre siberiano y esconder el contenedor en su recto antes de ser atrapado por la seguridad, que no encuentra el contenedor.
Al día siguiente, Skylark conoce a Kim y pasa el día jugando baloncesto, pasando el rato, montando en su tanque personal y festejando con alcohol y acompañantes. Kim convence a Skylark de que lo malinterpretan como un dictador cruel y un administrador fallido, y se hacen amigos. En la cena, Koh tiene un convulsión por la ricina, accidentalmente le dispara a Yu antes de morir. A la mañana siguiente, Skylark se siente culpable, descarta una de las tiras de ricina y frustra el intento de Rapaport de envenenar a Kim con la segunda tira. Después de una cena de luto por la muerte de los guardaespaldas, Skylark es testigo de la verdadera naturaleza brutal de Kim cuando amenaza con la guerra contra Corea del Sur y todos los que intentan socavarlo. Skylark se va y descubre que una tienda de comestibles cercana es falsa, y se da cuenta de que Kim le ha estado mintiendo. Al mismo tiempo, durante un intento de seducir a Rapaport (que todavía tiene la tira de ricina), Sook revela que desprecia a Kim y se disculpa por defender al régimen. Skylark regresa e intenta obtener el apoyo de Sook para asesinar a Kim, pero ella no está de acuerdo y sugiere arruinar su culto a la personalidad y mostrar al pueblo de Corea del Norte el terrible estado del país. El trío idea en secreto un plan para exponerlo al aire y armarse con armas. Antes de que comience la transmisión, Kim le da a Skylark un cachorro como símbolo de su amistad.
Durante la entrevista televisada internacionalmente con Kim, Skylark aborda temas cada vez más sensibles (incluyendo la escasez de alimentos del país y las sanciones económicas impuestas por Estados Unidos) y cuestiona su necesidad de aprobación por parte de su padre. Mientras tanto, Sook y Rapaport se hacen cargo de la cabina de control para defenderse de los guardias que intentan cortar la transmisión. A pesar de su resistencia inicial, Kim finalmente llora incontrolablemente, ensuciándose después de que Skylark canta "Firework" de Katy Perry (sabiendo el cariño de Kim por su música), arruinando su reputación. Enfurecido por la traición de Skylark, Kim le dispara y jura vengarse lanzando el misil nuclear. Skylark, cuyo chaleco antibalas lo salva, se reagrupa con Rapaport y Sook para escapar (junto al cachorro) con la ayuda de un guardia. El trío secuestra el tanque de Kim para llegar a su punto de recogida, matando a varios guardias más en el proceso. Kim persigue al grupo en un helicóptero, pero Skylark lo derriba y lo mata antes de que pueda lanzar el misil.
Con el lanzamiento del misil frustrado, Sook guía a Skylark y Rapaport a una ruta de escape y les explica que tiene que regresar a Pyongyang para mantener la seguridad. Los dos son rescatados más tarde por miembros del SEAL Team Six disfrazados de tropas del Ejército Popular de Corea. De vuelta en los EE. UU., Skylark escribe un libro sobre su experiencia en Corea del Norte, Rapaport vuelve a trabajar como productor (y mantiene contacto con Sook a través de Skype), mientras que Corea del Norte se convierte en una democracia desnuclearizada con Sook como líder del interino

## Reparto
- James Franco como David Skylark.
- Seth Rogen como Aaron Rapoport.
- Lizzy Caplan como el agente Lacey.[3]
- Randall Park como Kim Jong-un.[4][5]
- Diana Bang como Sook.[6]
- Timothy Simons como Malcolm.[4]
- Charles Rahi Chuncomo el general Jong.
- Reese Alexander como Agente Botwin.
- Rob Lowe como él mismo.
- Nicki Minaj como ella misma.
- Anders Holm como Jake.
- Joseph Gordon-Levitt como él mismo.
- Eminem como él mismo.
- James Yi como Oficial Koh.
- Paul Bae como Oficial Yu.

## Producción

### Desarrollo
Rogen y Goldberg desarrollaron la idea de The Interview a finales de los años 2000, bromeando sobre lo que sucedería si se pidiese a un periodista que asesinase a un líder mundial. En primer lugar decidieron hacerlo con el líder de Corea del Norte Kim Jong-il, pero tras su muerte en 2011, pusieron el proyecto en espera hasta que su hijo, Kim Jong-Un, tomó el poder. El desarrollo de la película se reanudó cuando descubrieron que kim-Jong-un estaba cercano a la edad, que a su juicio sería mejor cómicamente, y parecía igual de malvado que su predecesor. Al escribir el guion, coescrito junto con el escritor Dan Sterling de The Daily Show, investigaron meticulosamente y leyeron varios libros sobre Corea del Norte. Al escribir la película, el objetivo era hacer un proyecto más relevante y satírico que su idea anterior, manteniendo un cierto nivel de humor escatológico.
Cuando la estrella de la NBA Dennis Rodman hizo un viaje al país, Rogen y Goldberg se sintieron encantados, ya que ese hecho reforzaba su creencia de que tal escenario podría suceder realmente. Randall Park fue el primero en hacer una audición para el papel de Jong-un y lo consiguió inmediatamente. Para el papel, ganó 7 kilos y se corto el pelo para asimilarse al del Jong-un. Rogen y Goldberg describieron el personaje como "robótico y estricto", pero Park sin embargo lo interpretó más como "vergonzoso y tímido", lo cual encontraron mucho más humorístico.
El 21 de marzo de 2013, se anunció que Evan Goldberg y Seth Rogen dirigirían una película de comedia y acción de Columbia Pictures en la que Rogen sería el protagonista junto a James Franco. El 1 de octubre de 2013, Lizzy Caplan se unió al reparto de la película, y el 8 de octubre, hicieron lo mismo Randall Park y Timothy Simons. En noviembre de 2014, después de un ataque cibernético que robó información de la compañía, se filtraron los sueldos de los dos protagonistas, Rogen y Franco, que cobraron 8,4 y 6,5 millones de dólares, respectivamente. Kevin Federline cobro 5.000$ por su cameo en la película.

### Rodaje
El rodaje comenzó el 10 de octubre de 2013, en Vancouver, y concluyó el 20 de diciembre de 2013.

### Posproducción
Hay cientos de efectos visuales en la película; en una escena multitudinaria en el aeropuerto de Pionyang, mucha de la multitud fue manipulada digitalmente de una escena de 22 Jump Street.

## Polémica y repercusiones por su estreno
En noviembre de 2014, los sistemas informáticos de la empresa matriz Sony Pictures Entertainment fueron hackeados por un grupo que presuntamente está vinculado con Corea del Norte. Después de la filtración de varias películas de Sony aún sin estrenar, el grupo exigió que Sony retirase The Interview, a la que se refirió como "la película del terrorismo". El 16 de diciembre de 2014, el grupo amenazó con ataques terroristas contra los cines que la proyectasen.

### Situación de Seguridad Nacional
En respuesta a las amenazas, Rogen y Franco cancelaron una serie de eventos de promoción de la película, y Sony declaró que no se opondría a los cines que se negasen a proyectar The Interview por interés en su seguridad. El 17 de diciembre de 2014, después de que una serie de grandes cadenas de cine norteamericanas se negasen a proyectar la película, Sony canceló el estreno tanto en Estados Unidos, como en el resto del mundo. De momento, la compañía no tiene planes de estrenarla en VOD o en DVD, pero los que cuentan con el servicio de Netflix en el área de Estados Unidos pueden verla en línea.
Esta cancelación afectó a otras películas cuyo tema se basa en Corea del Norte. En Texas, un cine planteó una proyección gratuita de la película Team America: World Police, que satirizaba a Kim Jong-il, sin embargo, Paramount Pictures rechazó permitir la proyección de la misma. Una película basada en la novela gráfica Pyongyang que estaba en desarrollo fue cancelada.
Luego de haber cancelado el estreno de la cinta, el presidente Barack Obama se pronunció al respecto asegurando que fue un error cancelar su estreno. Posteriormente Sony indicó que simplemente se había retrasado el estreno de la cinta, sosteniendo que esta llegaría a estrenarse pero la compañía se encontraba analizando una forma segura de poder distribuirla. El 23 de diciembre de 2014, Sony confirmó que autorizó a los cines independientes “Plaza Theater” de Atlanta y “The Alamo Drafthouse” en Dallas a proyectar la cinta el 25 de diciembre, cuando estaba previsto su estreno.
La Comisión de Defensa Nacional (CDN) de Corea del Norte, acusó a EE. UU. de interrumpir su servicio de internet y usó un insulto racista para describir al "temerario" Obama, llamándolo "mono en una jungla tropical" y lo acusó de estar detrás de la exhibición de "The Interview". En una declaración emitida el sábado (27 de diciembre de 2014), un portavoz de la CDN denunció a Estados Unidos por presentar "la película deshonesta y reaccionaria que hiere la dignidad del supremo liderazgo de la RPDC (Corea del Norte) y agita el terrorismo".
La declaración agregó que el presidente Obama "es el principal culpable de forzar a Sony Pictures Entertainment a distribuir indiscriminadamente la película", chantajeando a las salas de cine en Estados Unidos.  "Obama siempre es temerario en palabras y hechos como un mono en una jungla tropical". La CDN también acusó a Washington de "vincular sin fundamentos a la RPDC por lo inaudito de hackear a Sony Pictures Entertainment". La semana pasada, el FBI indicó que sus análisis apuntaban a que el responsable del hackeo a Sony era Corea del Norte.
Sin embargo, muchos expertos han disputado esa afirmación. Corea del Norte, por su parte, negó que llevara a cabo el ciberataque, pero lo describió como "una buena acción".
El país seguidamente sufrió una severa interrupción de internet.

## Lanzamiento
La película fue estrenada de forma limitada en los Estados Unidos el 25 de diciembre del 2014 en más de trescientos cines, aunque se realizó una premiere en Los Ángeles, el 11 de diciembre. La película no fue estrenada en Rusia.
Seth Rogen predijo que la película llegaría a Corea del Norte. Aunque organizaciones de desertores norcoreanos y la Human Rights Foundation planearon enviar copias de la película a Corea del Norte, a través de globos de aire caliente, estas fueron pospuestas a raíz de que el gobierno norcoreano consideró el plan como una declaración de guerra.

## Legado
En Grecia, en abril de 2017, la escena de apertura de la película, que muestra a una niña recitando un poema con discurso de odio, se transmitió por error en el boletín de noticias de Alpha TV y el noticias programa Live News en Epsilon TV, como un evento de provocación de la vida real contra los Estados Unidos. En respuesta a la reacción violenta en varios periódicos en línea, Antonis Sroiter y Nikos Evangelatos, los presentadores de dichos programas, se disculparon en publicaciones que hicieron en sus cuentas sociales.